# 훈 (1987년생 프로게이머)
훈(본명: 김남훈, 1987년 1월 31일 ~ )은 대한민국의 전직 리그 오브 레전드 프로게이머이다. 현재 프로게임단 지도자로 활동하고 있다. 선수 시절 아이디는 HooN이며 포지션은 미드라이너였다.

## 선수 시절
2011년 익스트림 다이브 게이밍에서 프로게이머 커리어를 시작했다. 인벤 올스타 토너먼트에 출전했으며 팀의 4강 진출에 기여했다.
2012년 2월, 나진 화이트 실드에 입단했다. 2012 스프링 시즌 팀의 8강 진출에 기여했다.
2013년 2월, 진에어 그린윙스 스텔스에 입단했다.
2014년, 팀 올림푸스에 합류했다. 이후 팀 매시브스로잉에 입단했다.

## 지도자 생활
2014년 12월, 중국리그의 팀 WE의 코치로 부임했다. 이후 2년동안 팀 WE의 코치로 활동했다.
2017시즌을 앞두고 팀 WE의 감독으로 승격되었다.
2018시즌을 앞두고 비시 게이밍의 감독으로 부임했다.
2019시즌을 앞두고 리그 오브 레전드 챌린저스 코리아의 VSG의 감독으로 부임했다.
2020시즌을 앞두고 로그 워리어스의 감독으로 부임했다.

## 선수 경력
| # | 팀명                   | 소속 기간             | 소속 리그 | 비고 |
| - | ---------------------- | --------------------- | --------- | ---- |
| 1 | 익스트림 다이브 게이밍 | 2011                  |           |      |
| 2 | 나진 화이트 실드       | 2012.02.01~2013.02.06 | LCK       |      |
| 3 | 진에어 그린윙스 스텔스 | 2013.02.15~2014.01.22 | LCK       |      |
| 4 | 팀 올림푸스            | 2014.01 ~ 2014.05     |           |      |
| 5 | 팀 매시브스로잉        | 2014.05 ~ 2014.08     |           |      |

## 지도자 경력
| # | 팀명          | 직책 | 소속 기간             | 소속 리그 | 비고 |
| - | ------------- | ---- | --------------------- | --------- | ---- |
| 1 | 팀 WE         | 코치 | 2014.12.14~2016.12.17 | LPL       |      |
| 2 | 팀 WE         | 감독 | 2016.12.17~2017.11.28 | LPL       |      |
| 3 | 비시 게이밍   | 감독 | 2017.12.21~2018.07.18 | LPL       |      |
| 4 | VSG           | 감독 | 2018.11.18~2019.10.01 | CK        |      |
| 5 | 로그 워리어스 | 감독 | 2019.12.18~2020.11.16 | LPL       |      |

## 수상 내역

### 선수
- 인벤 올스타 토너먼트 2011 4강
- Go4 LoL 프로 아시아 시즌 1 3위
- 기가바이트 스타스워 리그 4강

### 지도자
- IEM 시즌 9 월드 챔피언십 준우승
- 국제 e스포츠 토너먼트 2015 준우승
- 내셔널 e스포츠 토너먼트 2015 우승
- 리그 오브 레전드 프로리그 스프링 2017 우승
- 리그 오브 레전드 미드 시즌 인비테이셔널 2017 4강
- 리그 오브 레전드 월드 챔피언십 2017 4강
- 제닉스 리그 오브 레전드 챌린저스 코리아 스프링 2019 준우승